# Jean Tatlock
Jean Tatlock est une psychiatre américaine, née le 21 février 1914 à Ann Arbor dans le Michigan et morte le 5 janvier 1944 à San Francisco en Californie.
Militante de gauche, proche du Parti communiste des États-Unis, elle est surtout connue pour sa relation amoureuse avec le physicien Robert Oppenheimer, directeur du projet Manhattan.

## Biographie

### Enfance
Jean Frances Tatlock naît le 21 février 1914 à Ann Arbor dans le Michigan ; elle est la fille de John Tatlock et de Marjorie Fenton Tatlock ; elle a un frère aîné qui se nomme Hugh et qui deviendra médecin. Son père, titulaire d'un Ph.D. de l'université Harvard, est un professeur de littérature anglaise reconnu pour ses travaux sur le poète Geoffrey Chaucer, ; il est également l'auteur d'environ soixante livres sur ces sujets, dont Les Œuvres poétiques complètes de Geoffrey Chaucer (1912) et L'Esprit et l'Art de Chaucer (1950). 
Après son doctorat, John enseigne à l'université Stanford puis à l'université Harvard et complète sa carrière à l'université de Californie à Berkeley (UCB),. 

### Études
C'est dans ce contexte de vie universitaire et littéraire que Jean entame des études. Durant son adolescence, par son père elle côtoie déjà le milieu de Stanford et Harvard et entre en 1930 au Vassar College, Université d'arts libéraux à Poughkeepsie.
Elle obtient son diplôme en 1935 et retourne à Berkeley, où elle suit des cours préalables pour l'entrée à la Stanford Medical School de San Francisco. Elle y étudie la psychiatrieet obtient son diplôme lors de la promotion 1941. Elle termine ensuite son stage à l'hôpital St. Elizabeths à Washington, et sa résidence au département de psychiatrie de l'hôpital Mount Zion, maintenant un campus de l'université de Californie, San Francisco Medical Center, à San Francisco.

### Rencontre avec Oppenheimer
Elle commence à fréquenter Robert Oppenheimer en 1936, nouvellement diplômée du Vassar college, Oppenheimer était alors professeur de physique à Berkeley. Ils se sont rencontrés par l'intermédiaire de la personne chez qui elle loue un appartement, Mary Ellen Washburn (qui était également membre du Parti communiste) lors d'une soirée destinée à lever des fonds en faveur des républicains espagnols. Ils entament une relation amoureuse intense et sont selon Oppenheimer « deux fois suffisamment proches du mariage pour se considérer comme fiancés ». Tatlock est souvent créditée d'avoir introduit Oppenheimer à certains mouvements radicaux de gauche dans les années 1930 et de lui avoir présenté des militants et amis du parti communiste. En réalité il s'en était déjà rapproché par l'influence de son frère Frank lors de leur rencontre avec Jean Tatlock. Sa liberté et sa force de caractère le charmeront. Avec elle il mènera des grèves à Berkeley en faveur des républicains espagnols. Elle le poussera toujours plus à s'intéresser à la littérature, notamment à des auteurs de poésie qui lui tiennent à cœur comme le poète John Donne.
En 1941, Jean complète sa formation en médecine au Stanford University School of Medicine à San Francisco. Elle obtient un poste de médecin au département de psychiatrie du Mount Zion Hospital (qui s'appelle maintenant University of California, San Francisco Medical Center (en)).
Leur passion l'un pour l'autre s'est alors étiolée mais Oppenheimer a continué de la voir après son mariage avec Kitty Harrison le 1er novembre 1940. Oppenheimer et Tatlock ont par ailleurs passé le nouvel an ensemble en 1941 et se sont rencontrés une fois à l'hôtel Mark Hopkins à San Francisco. Alors que certains historiens pensent qu'Oppenheimer a eu une liaison extraconjugale avec Tatlock alors qu'il travaillait sur le projet Manhattan, d'autres affirment qu'il ne l'a revue qu'une seule fois après avoir été choisi pour diriger le laboratoire de Los Alamos à la mi-juin 1943. Lors de cette rencontre, elle lui aurait dit qu'elle était toujours amoureuse de lui et voulait vivre avec lui,. Après avoir passé la nuit ensemble (surveillés par des agents de l'armée américaine qui attendent dehors), il ne l'aurait plus jamais revue.

### Fin de vie
Jean Tatlock souffrait d'une dépression sévère et était traitée au Mount Zion Hospital. Elle est découverte morte par son père le 5 janvier 1944,,,, dans son appartement de San Francisco, Californie, la tête immergée dans la baignoire partiellement remplie, laissant derrière elle une note sans signature. À cette époque, à cause de ses activités militantes communistes, elle est surveillée par le FBI. Des rumeurs ont circulé sur sa mort, certaines avançant qu'il s'agissait d'un meurtre déguisé en suicide, mais selon les historiens américains Bird et Sherwin, il n'y aurait pas suffisamment de preuves pour incriminer qui que ce soit.
L'historien Gregg Herken croit qu'Oppenheimer a donné le nom « Trinity » au premier essai nucléaire de l'histoire à la mémoire des moments passés avec elle, en faisant une référence indirecte à l'un des poèmes de John Donne, car Jean Tatlock avait initié Oppenheimer à la poésie de cet auteur.
Les liens d'Oppenheimer avec les amis de Jean seront présentés comme des preuves contre lui lors de son audition de sécurité en 1954, en pleine période de maccarthysme,.

## Dans la culture populaire
- Elle est incarnée par Natasha Richardson dans le film Les Maîtres de l'ombre (1989) de Roland Joffé.

- Elle est incarnée par Florence Pugh dans le film Oppenheimer de Christopher Nolan sorti en 2023.